# Meleagris

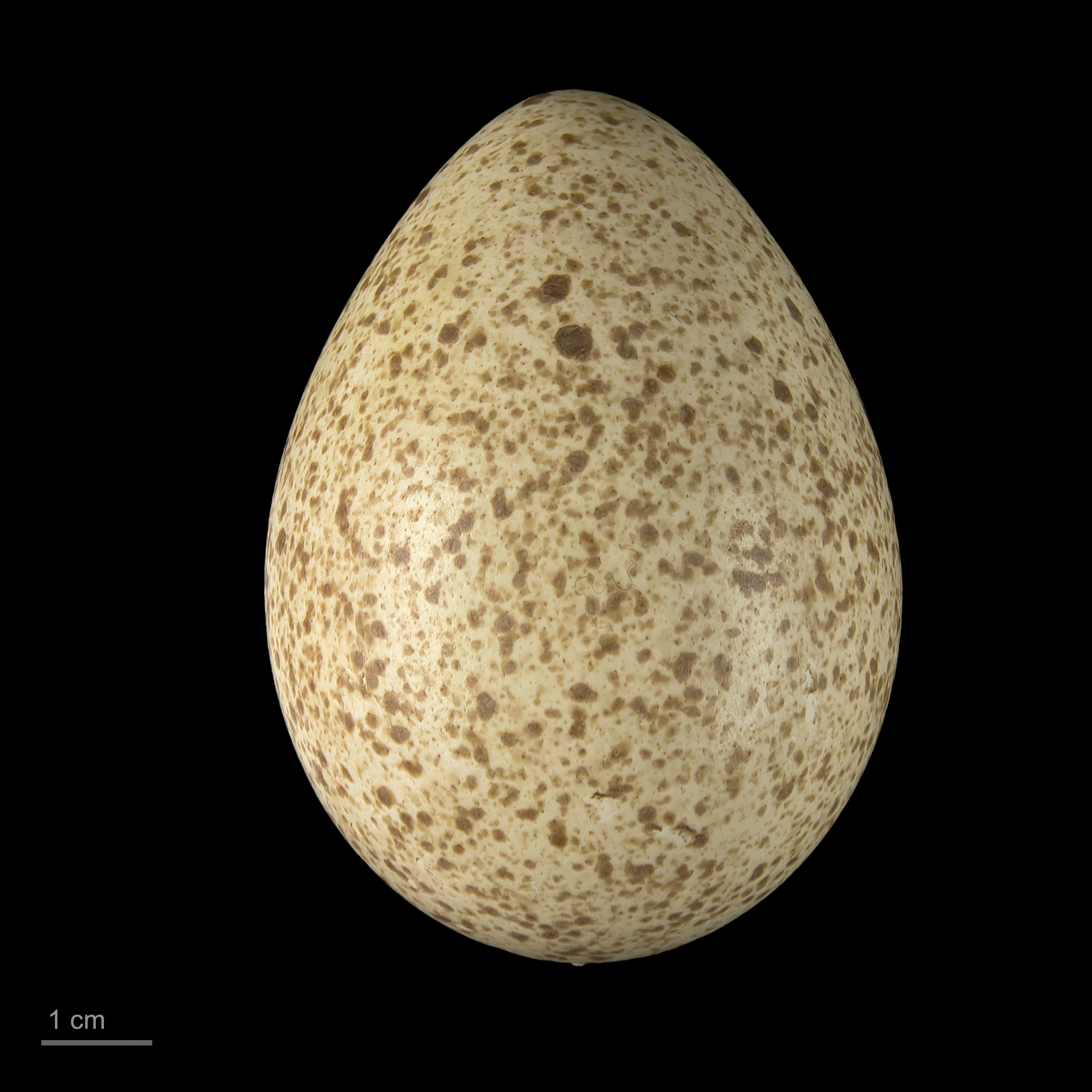
Meleagris gallopavo

I tacchini (genere Meleagris) sono gallinacei con zampe piuttosto lunghe e ali e coda proporzionalmente corte. Testa e parte superiore del collo appaiono bitorzolute, e dalla mascella superiore del becco, breve robusto ed arcuato, pende nel maschio un'escrescenza carnosa ed erettile di forma conica quando contratta e flaccida e pendula negli altri casi. A seconda dello stato di eccitazione le caruncole del collo e della testa assumono, sia nel maschio che nella femmina (in questa in misura attenuata) una colorazione che va dal rosso scarlatto al blu, al grigio. 
Le ali sono molto arrotondate con remiganti che nel corteggiamento sono portate a toccare il suolo. La coda, composta di diciotto penne, nel corteggiamento e nelle sfide viene alzata a raggiera e messa in mostra in quella azione ostentativa che si dice "la ruota". Nel maschio, una singolare particolarità del piumaggio è data dal fatto che alcune penne della parte anteriore del petto assumono l'aspetto e la consistenza di setole, a volte anche molto lunghe e sporgenti.
Diffusi in libertà nell'America settentrionale e centrale fino all'istmo di Panama, i tacchini, quanto all'indole e ai costumi, esibiscono tratti generali assai comuni tra loro.

## Tassonomia
Il genere Meleagris, unico genere della sottofamiglia Meleagridinae, comprende due specie:
- Meleagris gallopavo Linnaeus, 1758 - tacchino selvatico
- Meleagris ocellata Cuvier, 1820 - tacchino ocellato

## Biologia
I boschi degli stati dell'Ohio, del Kentucky, dell'Illinois, dell'Arkansas, del Tennessee e dell'Alabama ospitano ancor oggi un gran numero di tacchini, abbastanza comuni anche in Canada, negli stati meridionali e nelle regioni centrali americane. Essi trascorrono le loro giornate in gruppi piuttosto numerosi, impegnati in un continuo vagabondaggio attraverso i boschi: si muovono costantemente sul suolo e compiono spostamenti abbastanza rilevanti, sempre sotto la guida di un vecchio maschio che è il primo, quando si presenta un'inconsueta difficoltà naturale, a dare il segnale di arresto e ad invitare successivamente il gruppo ad affrontarla. Uno spettacolo di questo genere si può vedere, per esempio, quando il branco giunge sulla riva di un fiume: esso dapprima si raccoglie sul punto più elevato della costa e vi si trattiene lungamente, anche per diversi giorni, come se i suoi membri volessero prender consiglio prima di decidersi ad attraversarlo. Quando finalmente il capo dà il suo segnale, i tacchini si pongono in volo, con una fatica proporzionata allo scarso sviluppo delle loro ali ed alla costante abitudine di vivere a terra.
Il tacchino non ha esigenze specifiche in fatto di dieta, si nutre di erbe e verdure di ogni sorta, di cereali, frutta e insetti; sembra avere una spiccata preferenza per alcuni tipi di noci e di bacche.
Il tacchino "gloglotta", quindi il suo verso è un gloglottio.

### Riproduzione
Il tempo della riproduzione incomincia verso la metà di febbraio. Femmine e maschi si separano, ed anche per il riposo notturno si scelgono, sugli alberi, delle sedi distinte anche se non lontane le une dalle altre. Al richiamo della femmina rispondono tutti i maschi, i quali rapidamente vanno a prendere posto vicino ad essa e incominciano il corteggiamento, facendo la ruota, rovesciando il capo all'indietro, strascicando le ali a terra e gridando confusamente. L'unione tra il maschio e la femmina si mantiene finché sopraggiunge il momento della deposizione delle uova, quando la prima si separa decisamente e si nasconde nell'intento di difendere le uova dalle violente manifestazioni d'amore del compagno, che potrebbero avere per esse conseguenze esiziali. Dal canto suo, il maschio cessa di interessarsi alla compagna non appena ha soddisfatto i propri istinti, e dal momento in cui ha inizio l'incubazione se ne dimentica completamente, diventando indifferente e pigro. Il tacchino può riprodursi, inoltre, per partenogenesi accidentale arrenotoca.
Una leggera escavazione del terreno, rivestita con scarsa attenzione di poche piume, è tutto ciò che viene approntato dalle femmine per accogliere la prole. Questi nidi vengono costruiti verso la metà del mese di aprile, nei luoghi più nascosti e adatti a difendere dalle insidie le dieci, quindici o venti uova della covata, punteggiate di rosso su fondo giallo-scuro. Alla loro cura la madre si dedica con attenzione e precauzione, ricoprendole diligentemente di foglie secche ogni volta che deve abbandonarle; se per effetto di qualche imprevista circostanza la femmina è costretta a disinteressarsi definitivamente del proprio nido, passa ad una seconda covata, mentre, se tutto procede regolarmente, l'incubazione si verifica un'unica volta nel corso dell'anno. Appena sgusciati, i piccoli vengono dapprima tenuti dalla madre sotto le tiepide ali, e poi immediatamente condotti alla ricerca del cibo: dopo due settimane sono già in grado di alzarsi in volo, e la famiglia, che fino a quel momento aveva dovuto trascorrere le notti sul terreno, incomincia ad appollaiarsi sui bassi rami degli alberi. La crescita è rapida, e già in agosto i giovani sono abbastanza forti e prudenti per difendersi dagli attacchi dei loro nemici; le famiglie si sciolgono, o meglio si confondono nei branchi adulti, incominciando a partecipare alle loro escursioni.

## Allevamento
In Europa, il tacchino fu introdotto poco dopo la scoperta dell'America. La più antica rappresentazione di un tacchino in pittura in Europa si trova nella "Stanza degli Uccelli" di Villa Medici a Roma, affrescata da Jacopo Zucchi nel 1576-1580. Nel XVI secolo esso era ancora rarissimo e ricercato, mentre oggi è uno dei più diffusi tra gli uccelli domestici.

### Razze Italiane
- Brianzolo
- Castano Precoce
- Bronzato comune
- Bronzato dei Colli Euganei

- Ermellinato di Rovigo
- Nero d'Italia
- Parma e Piacenza
- Romagnolo

### Razze estere
- Ardesia o Slate
- Auburn
- Auburn silver
- Bianco
- Blu o Suède
- Bronzato ad ala nera o Crimson Down
- Bronzato ad ala rossa
- Bronzato d'America o Bronze
- Bronzato Gigante o Broad Breasted Bronze BBB
- Bronzato Tedesco

- Brown
- Crollwitzer
- Fulvo
- Jersey buff
- Lilla
- Narragasett
- Nebraska
- Nero Americano o Nero di Spagna
- Nero di Bourbonnais
- Nero di Gers

- Nero di Sologne
- Nero di Norfolk
- Ronquières
- Rosso Ramato
- Rosso delle Ardenne
- Rosso di Borbone o Bourbon Red
- Rosso Tedesco
- Royal Palm
- Slate Australian

## Gastronomia
Negli Stati Uniti il tacchino è il piatto tradizionale nel Giorno del ringraziamento. In Italia una pietanza storica è il tacchino alla canzanese.